# Tametsi

Tametsi... (latin pour, même si...) est le titre du décret promulgué par le concile de Trente, en 1563, introduisant la nullité des mariages chrétiens ultérieurs qui n'auraient pas eu plusieurs témoins, dont au moins un prêtre catholique. La teneur du décret fut incorporée dans le code de droit canonique de 1917 et ainsi étendu à l'Église universelle. Tametsi... est le premier mot du chapitre 1 de la 24e session du Concile de Trente.

## Contexte
La Tradition chrétienne, dans ses trois composantes — catholique, orthodoxe et protestante — a toujours reconnu (et reconnait encore aujourd’hui) que l’essence du mariage chrétien se trouve dans l’échange des promesses (les vœux de mariage) entre les époux, et leur consentement mutuel. Là se trouvait le sacrement de mariage. La présence de témoins était secondaire. La coutume faisait également que beaucoup de mariages étaient arrangés par les parents, contre le gré des futurs mariés. La validité du contrat de mariage des enfants, fait devant notaire par les parents, était reconnue par la coutume.
La multiplication de mariages « clandestins », c’est-à-dire d’échanges de consentement sans qu’aucun témoin ne puisse juger de la liberté personnelle d’engagement des partenaires, suivis plus tard de rupture, sous prétexte qu’aucun mariage n’avait réellement eu lieu, oblige l’Église à intervenir car, dans la grande majorité des cas, les femmes (avec leurs enfants) étaient victimes d’une grave injustice. C’est pour mettre fin à cet abus que les pères conciliaires interviennent. Ce décret est le seul décret du concile de Trente qui concerne directement la vie des laïcs dans l’Église.

## Contenu du décret
Le décret impose que, pour être valide, un mariage (l’échange des « vœux ») devait avoir été célébré devant un minimum de deux témoins et en présence du curé d'un des conjoints, ou tout autre prêtre autorisé.
Il impose de manière stricte le consentement des deux partenaires et stipule que l'accord des parents n'est pas nécessaire à la validité du mariage. En fait, par la présence obligatoire de témoins (dont le témoin privilégié qu’est le prêtre) le mariage chrétien devient ‘public’. Tametsi signe la fin (ou le début de la fin) du mariage arrangé par les parents, en Occident. À une époque où le consentement personnel n’allait pas de soi, l’Église a été émancipatrice pour les jeunes mariés, et libératrice pour les femmes.

## Texte (latin et français)
« Tametsi dubitandum non est clandestina matrimonia libero contrahentium consensu facta, rata et vera esse matrimonia, quamdiu ecclesia ea irrita non fecit, et proinde iure damnandi sunt illi, ut eos sancta synodus anathemate damnat, qui ea vera ac rata esse negant quique falso affirmant matrimonia a filiis familias sine consensu parentum contracta, irrita esse, et parentes ea rata vel irrita facere posse; nihilominus sancta Dei ecclesia ex iustissimis causis illa semper detestata est atque prohibuit. […]
Qui aliter quam praesente parocho, vel alio sacerdote de ipsius parochi seu Ordinarii licentia, et duobus vel tribus testibus matrimonium contrahere attentabunt: eos sancta Synodus ad sic contrahendum omnino inhabiles reddit, et huiusmodi contractus irritos et nullos esse decernit, prout eos praesenti decreto irritos facit et annullat. »
« On ne doit certes pas douter que les mariages clandestins, qui se sont faits avec le libre consentement des contractants, sont des mariages valides et véritables, tant que l'Eglise ne les a pas rendus invalides ; aussi est-ce à bon droit que doivent être condamnés, comme le saint concile les condamne par anathème, ceux qui nient que ces mariages sont véritables et valides et affirment faussement que les mariages contractés par les fils de famille, sans le consentement de leurs parents, sont invalides et que les parents peuvent les faire valides ou invalides. La sainte Eglise néanmoins, pour de très justes raisons, a toujours eu ces mariages en horreur et les a défendus. […]
Quant à ceux qui entreprendront de contracter mariage autrement qu'en présence du curé ou d'un autre prêtre autorisé par le curé ou l'Ordinaire, et devant deux ou trois témoins, le saint concile les rend absolument inhabiles à contracter de la sorte et décrète que de tels contrats sont invalides et nuls, comme par le présent décret il les rend invalides et les annule. »

## Application, mise en œuvre et fin
La norme du décret Tametsi ne s'appliquait que là où le Concile avait été reçu. L’ordonnance de Blois (mai 1579), enregistrée au Parlement le 25 janvier 1580 marque l'adoption du décret Tametsi en France mais en modifie la teneur : conformément à la coutume de France, le consentement des parents est maintenu pour la légalité du mariage. L'esprit émancipateur de l'Église catholique se fond dans la lettre conservatrice de la coutume de France.
Il est remplacé en 1908, par Ne Temere, qui en modifie légèrement les provisions.
Le code de droit canonique de 1983 précise néanmoins qu'il est possible de se marier sans prêtre dans certaines circonstances, notamment en cas d'impossibilité prévisible d'obtenir l'assistance d'un prêtre sous un délai de un mois, ou en cas de danger de mort imminent.